# 1994年リレハンメルオリンピックのスイス選手団
1994年リレハンメルオリンピックのスイス選手団（1994ねんリレハンメルオリンピックのスイスせんしゅだん）は、1994年2月12日から2月27日まで、ノルウェーのオップラン県リレハンメルで開催された1994年リレハンメルオリンピックのスイス選手団、およびその競技結果。

## 概要
今大会は金メダル3個、銀メダル4個、銅メダル2個の合計9個のメダルを獲得した。
今大会より正式種目となったフリースタイルスキーのエアリアルでは、アンドレアス・シェーンベヒラーが金メダルを獲得した。
ボブスレー男子2人乗りでは、グスタフ・ヴェダー＆ドナット・アクリン組が前回1992年アルベールビルオリンピックに続いて金メダルを獲得し、2連覇を達成した。

## メダル
| メダル | 選手名                                                                      | 競技                 | 種目           |
| ------ | --------------------------------------------------------------------------- | -------------------- | -------------- |
| 金     | フレニ・シュナイダー                                                        | アルペンスキー       | 女子回転       |
| 金     | アンドレアス・シェーンベヒラー                                              | フリースタイルスキー | 男子エアリアル |
| 金     | グスタフ・ヴェダー ドナット・アクリン                                       | ボブスレー           | 男子2人乗り    |
| 銀     | ウルス・ケーリン                                                            | アルペンスキー       | 男子大回転     |
| 銀     | フレニ・シュナイダー                                                        | アルペンスキー       | 女子複合       |
| 銀     | レト・ゲーシ グイード・アクリン                                             | ボブスレー           | 男子2人乗り    |
| 銀     | グスタフ・ヴェダー ドナット・アクリン クルト・マイヤー ドメニコ・セメラーロ | ボブスレー           | 男子4人乗り    |
| 銅     | フレニ・シュナイダー                                                        | アルペンスキー       | 女子大回転     |
| 銅     | ジャン＝イブ・クーンデ ヒッポリト・ケンプ アンドレアス・シャード            | ノルディック複合     | 男子団体       |